# Vieux-Ruffec
Vieux-Ruffec – miejscowość i gmina we Francji, w regionie Nowa Akwitania, w departamencie Charente.
Według danych na rok 1990 gminę zamieszkiwało 85 osób, a gęstość zaludnienia wynosiła 7 osób/km² (wśród 1467 gmin regionu Poitou-Charentes Vieux-Ruffec plasuje się na 901. miejscu pod względem liczby ludności, natomiast pod względem powierzchni na miejscu 719.).